# Macroeubria testacea
Macroeubria testacea is een keversoort uit de familie keikevers (Psephenidae). De wetenschappelijke naam van de soort werd in 1954 gepubliceerd door Maurice Pic.